# RMS Slavonia
O RMS Slavonia foi um navio de passageiros britânico da Cunard Line, naufragado na ilha das Flores em 1909.

## História
Foi construído nos estaleiros James Laing, em Sunderland, na Inglaterra. Foi lançado à água a 15 de novembro de 1902 e batizado como Yamuna, vindo a estar concluído em 20 de junho de 1903. Com 160 metros de comprimento, arqueava 10 606 toneladas brutas, possuía duas máquinas a vapor alimentadas por 6 caldeiras com 18 fornalhas e era propelido por dois hélices que lhe conferiam uma velocidade média de 13 nós. 
Adquirido pela British Indian Steam Navigation Ltd., passou a servir a linha entre a Inglaterra e a Índia, transportando passageiros, correio e carga. Cedo a empresa compreendeu que possuía um navio superdimensionado para as tarefas que desempenhava. Desse modo, após apenas cinco meses da sua viagem inaugural, a embarcação foi vendida à Cunard Steam Ship Co. Ltd..
Sob o novo proprietário, sofreu transformações que lhe permitiram um aumento da capacidade da 1ª classe para 70 passageiros, de maneira a que pudesse vir a ser competitivo na carreira do Atlântico Norte. Foi rebatizado com o nome de uma região de maior afluxo de emigrantes: a Slavonia (Eslavónia). Juntamente com um seu congénere, o RMS Pannonia, passou a efetuar cruzeiros de Inverno no mar Mediterrâneo, e no verão a transportar emigrantes da Europa para os Estados Unidos e passageiros de 1ª e 2ª classes de Nova Iorque para Liverpool.

## O naufrágio
O RMS Slavonia zarpou de Nova Iorque com destino a Trieste, numa quinta-feira, 3 de junho de 1909, com 597 pessoas a bordo (225 tripulantes, 272 passageiros de 3ª classe e 100 de 1ª classe). 
A sua rota - que originalmente deveria passar a cerca de 160 quilómetros a norte da ilha do Corvo, nos Açores, foi então expressamente alterada pelo comandante, o tenente Arthur George Dunning. Esta alteração deveu-se a um pedido escrito que os passageiros da 1ª classe lhe fizeram chegar  em que lhe pediam o favor de alterar a rota de maneira a que pudessem observar as ilhas dos Açores.
Para satisfazer o pedido dos seus passageiros, o comandante Dunning planeou rodear a ilha das Flores pelo sul, a cerca de 6 milhas náuticas da costa, e só então retornar para a sua rota original. Estas intenções viriam a ser prejudicadas pelo forte nevoeiro que se abateu sobre o navio, na noite de 9 de junho, e pela forte corrente que, provinda do Norte, o desviou inadvertidamente, entre o meio-dia e as duas horas da manhã do dia 10. 
Às duas e trinta da madrugada ocorreu o acidente: a toda a força das máquinas, o Slavonia entrou pela costa do Lagedo, junto ao ilhéu da Baixa Rasa, a cerca de um quilómetro da Ponta dos Fenais. De início, com a popa ainda emersa, o fogo a arder nas fornalhas das caldeiras e a luz elétrica ainda operativa, o posto de radiotelegrafia - uma novidade para a época - emitiu um SOS. O pedido foi captado pelo paquete alemão "Prinzess Irene" e pelo navio "Batavia", da empresa rival Hamburg-Amerika Linie, que imediatamente se dirigiram para o local do naufrágio. 
Enquanto isso, no Slavonia, a agitação do mar causou o colapso do compartimento estanque da ré levando a popa a mergulhar progressivamente no mar. A água chegou finalmente às caldeiras de modo a que, às 8 horas da manhã, o seu fogo se extinguiu.
A essa altura, o Batavia já havia ancorado nas Lages das Flores e preparava-se para embarcar a maioria dos passageiros para mais tarde os desembarcar em Nápoles. As operações de desembarque processaram-se ordenadamente quer através dos escaleres dos transatlânticos envolvidos, quer através de um cabo vaivém passado entre a costa e o Slavonia.
A 10 de junho saiu do porto da Horta, pelas 16 horas, o navio Funchal. No mesmo dia, pelas 8 horas da manhã, partiu também, do porto de Ponta Delgada, o rebocador Condor, ambos em direção às Flores, de modo a tentarem safar o navio do seu local de encalhe. Entretanto, o comandante Dunning, abalado pela perda do navio que comandava interinamente, visto ter pedido a reforma em Nova Iorque, alegando um estado de saúde precário tentou várias vezes suicidar-se, no que foi impedido pelo telegrafista do navio. 
Com os passageiros e a maior parte da tripulação embarcada e a bom recato, permaneceram apenas na ilha o comandante Dunning, o imediato J. Anderson, o 1º engenheiro Davies, o 1º comissário W. Pitts e um carpinteiro. Até aquela altura apenas uma parte da bagagem se tinha conseguido salvar pela proa e todos os esforços do rebocador Condor para libertar o navio foram debalde. A 16 de junho o Lloyd's of London declarou a perda total do navio. 
A 20 de junho chegou ao local do naufrágio o rebocador Ranger, enviado pela seguradora. Este, pertencente à empresa de salvados marítimos Liverpool & Glasgow Salvage Association, vinha dotado de mergulhadores que procederam à recuperação de mesas, cadeiras, velames, cordas e lingotes de cobre, no valor, à época, de 1 800 contos, e de óleo, no valor de 24 contos.  
A carga de café, o cobre restante e três automóveis ainda se encontram no local do naufrágio, estimando-se, na altura, os prejuízos em cerca de 15 000 contos. A praia encontrava-se vigiada pela Guarda Fiscal visto que, nos primeiros dias do naufrágio, parte da carga, onde se incluía uma mala do correio com valores declarados tinha sido desviada pelos naturais da ilha. Ainda hoje se encontram artigos do Slavonia espalhados pelas habitações das Flores. 
Concluída a operação de salvamento, o comandante e o imediato partiram para a ilha Terceira onde foram recebidos, a 30 de julho de 1909, por Vieira Mendes, agente da Cunard Line para os Açores. Já em Londres, o capitão Dunning foi levado a tribunal marítimo para apuramento das causas do naufrágio.  
Consta da sentença que o encalhe e a consequente perda da embarcação foi provocado por erro de julgamento do seu capitão, por este ter estimado uma rota tão incerta a uma velocidade tão elevada em tais condições climatéricas e tão próximo de terra, e por este ter tido confiança em demasia em duas leituras de bússola, manifestamente erradas, que admitiu não ter sido ele próprio a determinar. O Tribunal, em consideração pelo seu trabalho anterior, que foi excelente, e pelos denodados esforços que promoveu para salvar vidas, logo após o desastre, coibiu-se de lhe retirar a licença, mas repreendeu-o severamente e avisou-o para ser mais cauteloso, de futuro. 
Em Portugal, a imprensa à época recriminou as autoridades por não terem procedido à finalização do farol no local do naufrágio, que na ocasião apenas carecia das máquinas e da lanterna. Por ironia, apenas uma semana após o naufrágio, chegou ao arquipélago, no rebocador Bérrio, o capitão de mar-e-guerra Schultz Xavier, que trazia por missão a conclusão dos faróis das Lages, dos Rosais, do Topo e da Praia da Graciosa. Após uma curta inspeção ao farol da Serreta, na Terceira, aquele oficial prosseguiu para as Flores ficando com a fama de, por se ter atrasado uma semana, ter causado a perda do maior navio que alguma vez naufragou nos mares dos Açores.
O navio veio a afundar-se com os temporais do Outono no mesmo ano, sendo mais tarde desmantelado por cargas explosivas. Atualmente restam apenas partes do casco e as hélices.